# Réseau de bus Busval d'Oise
Busval d'Oise est un ancien réseau de bus organisé par Île-de-France Mobilités et exploité à partir de janvier 2024 par le groupe Lacroix. Le réseau est composé de 7 lignes qui desservent le département du Val-d'Oise.

## Histoire
Le 9 septembre 1996, la ligne 95.14 est créée entre la gare d'Ermont - Eaubonne et la gare de Cergy-Préfecture. Cette nouvelle ligne est exploitée par les cars Lacroix en desservant la gare de Sannois, les communes de Franconville, Montigny-lès-Cormeilles, la Patte d'Oie d'Herblay-sur-Seine et la gare de Pierrelaye
Le 3 septembre 2001, à l'occasion de la création du réseau Valoise, la ligne 30.02 des cars Lacroix et la ligne 95.14 fusionnent en une nouvelle ligne 95.19. Cette nouvelle ligne est composée de trois circuits et permet une liaison entre Cergy et Argenteuil avec une augmentation importante de la fréquence par rapport aux lignes précédentes,.
Le 4 juillet 2002, la ligne 95.18 est mise en service entre la gare de Cergy-Préfecture et l'aéroport de Paris-Charles-de-Gaulle à la suite de la fin des travaux du bouclage de la Francilienne sur sa partie nord. Il s'agit de la première ligne du réseau à être labellisée « Express ». Un arrêt à la gare de Montsoult - Maffliers a été créé car considéré comme étant un pôle important de la ligne. La ligne fonctionne tous les jours à raison d'un bus par heure avec un premier départ à 5 h 50 et un dernier à 20 h 15 en reliant les deux terminus en une heure environ.
Le 2 septembre 2002, la ligne 95.03 est entièrement restructurée avec la division de son parcours en deux circuits avec des trajets directs. De plus, les fréquences sont renforcées.
À cette même date, la ligne 95.20 est créée en reliant Cormeilles-en-Parisis à la gare de Cergy-Préfecture en desservant la gare de Saint-Ouen-l'Aumône-Liesse, ouverte quelques mois plus tôt. Le temps de parcours entre Herblay (aujourd'hui Herblay-sur-Seine) et Cergy se trouve réduit de moitié et la fréquence est améliorée par rapport aux lignes précédentes. La ligne 95.21 voit également le jour à cette même date entre les gares d'Herblay et de Montigny - Beauchamp en desservant les zones industrielles et commerciales des communes desservies.
Le 2 décembre 2002, la ligne 95.01 Z.I. est créée entre la gare de Survilliers - Fosses et les zones industrielles de Saint-Witz et de Survilliers. La ligne fonctionne du lundi au vendredi de 5 h 30 à 22 h 20 à raison d'un bus toutes les demi-heures.

### Ouverture à la concurrence
En raison de l'ouverture à la concurrence, 30 lignes sont intégrées au réseau de bus du Vexin au 1er août 2021 : les lignes 95-04, 95-05, 95-06, 95-07, 95-08, 95-11, 95-12, 95-15, 95-16, 95-22, 95-23, 95-24, 95-25, 95-31, 95-32, 95-33, 95-34, 95-35, 95-41, 95-42, 95-43, 95-44, 95-45, 95-46, 95-47, 95-48, 95-49, 95-50, 95-51 et TCR, ce dernier étant devenu le TàD Vexin Est.
Le 1er août 2023, les lignes 95.01 et 95.02 sont intégrées au réseau de bus Roissy Ouest.
Le 1er janvier 2024, les lignes 95.09, 95.10, 95.17 et Express 95.18, soit celles qui ne sont pas exploitées par le groupe Lacroix, rejoignent le réseau de bus Haut Val-d'Oise. Le 1er août 2024, les lignes 95.03A, 95.03B, 95.19, 95.20, 95.21, 95.26 et 95.29 rejoignent le réseau de bus Val Parisis, actant la fin de Busval d'Oise.

## Galerie de photographies

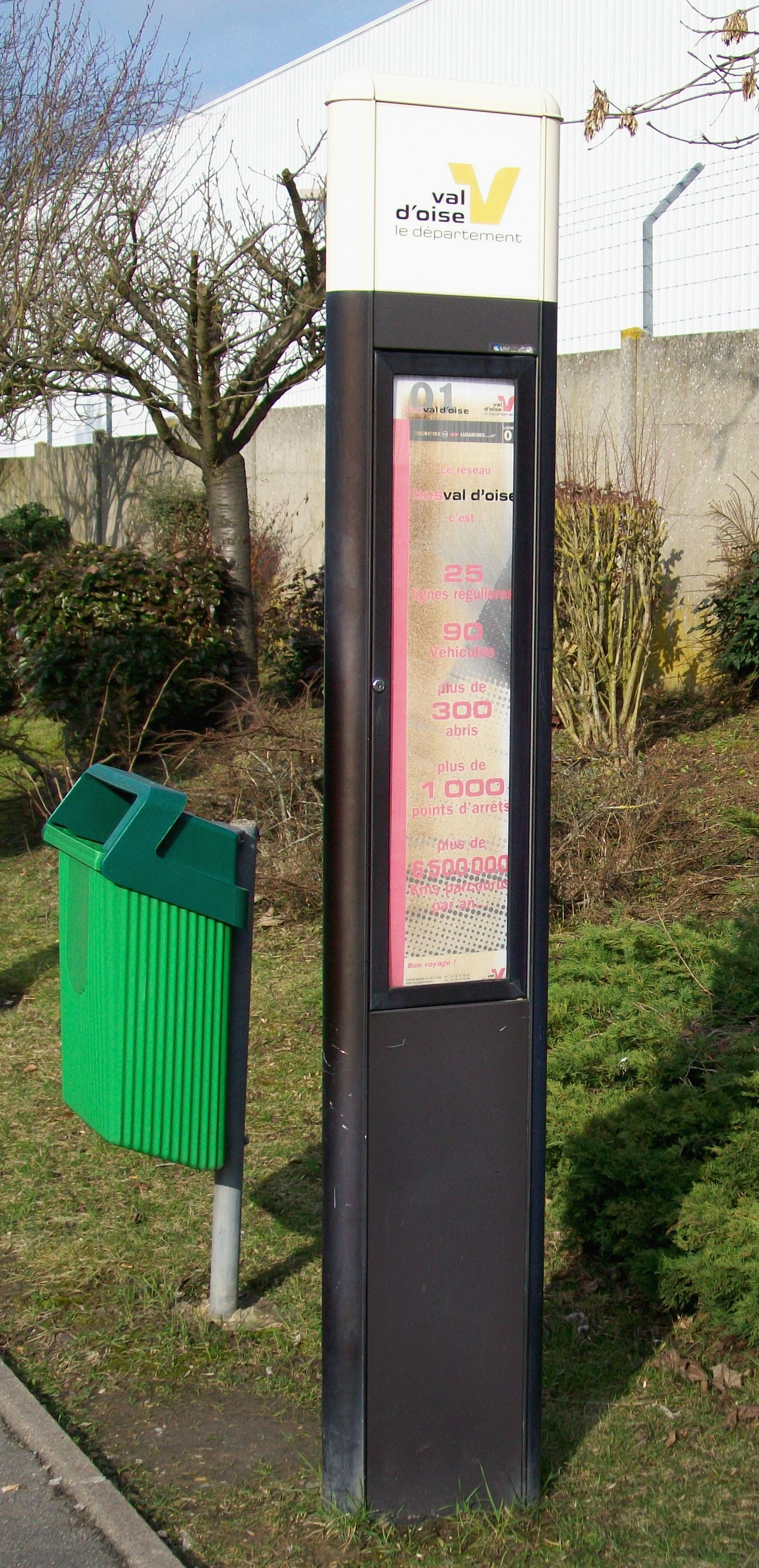
Poteau d'arrêt du réseau « Bus Val d'Oise ».
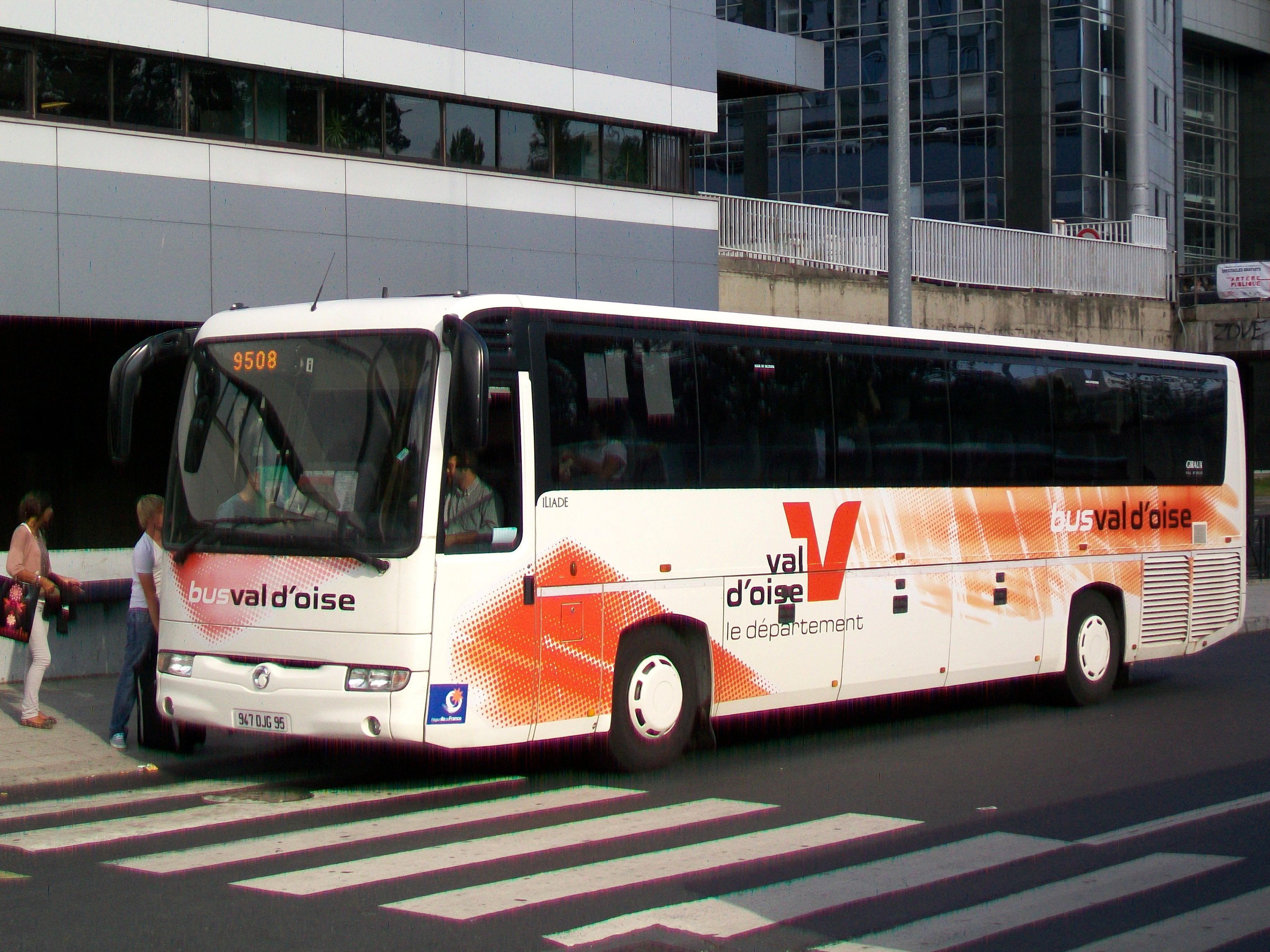
Un Irisbus Iliade no 227 de Céobus sur la ligne départementale 95.08 à la gare routière de Cergy-Préfecture.
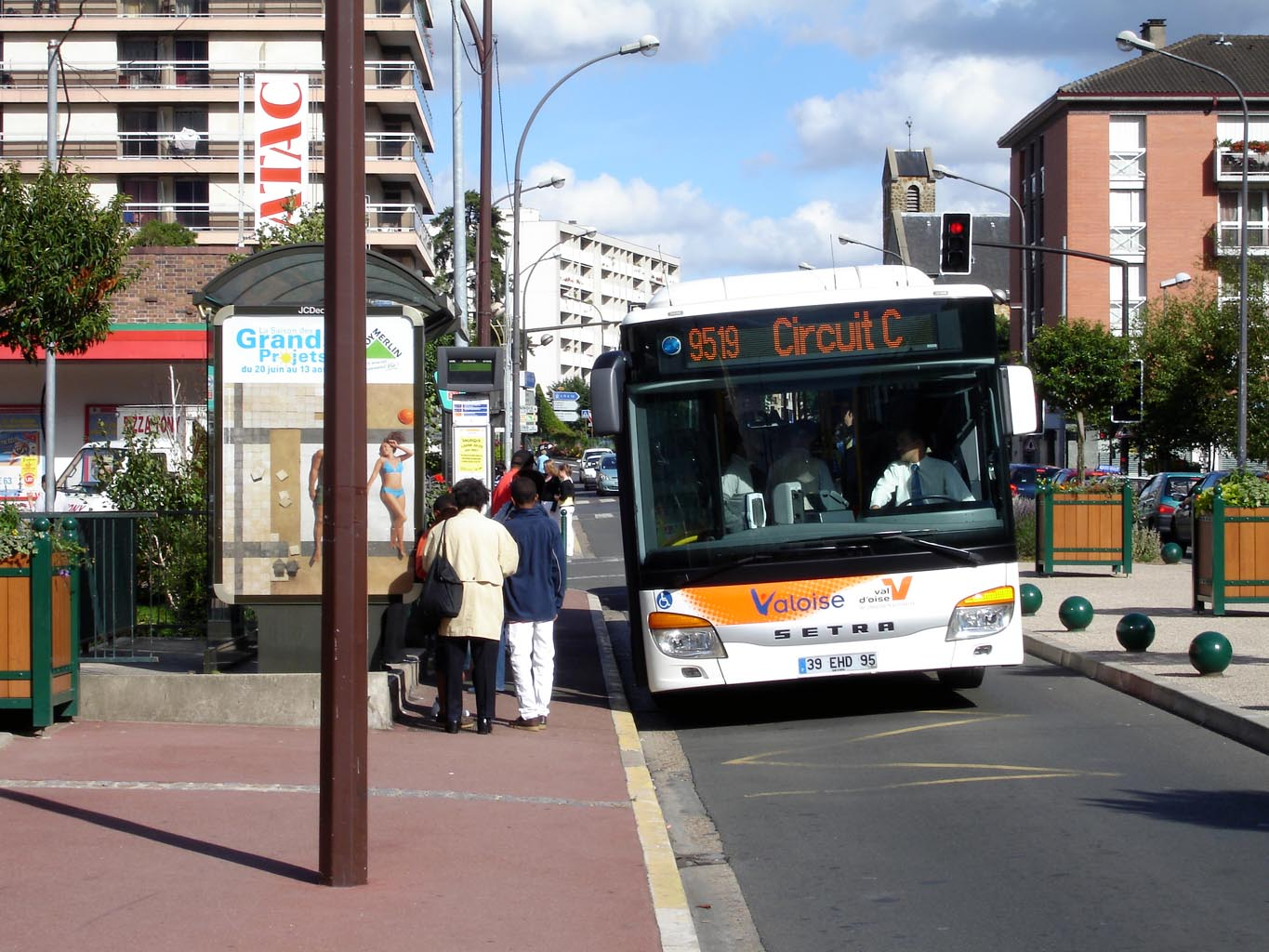
Un Setra S 415 NF sur la ligne 95.19C à Franconville.
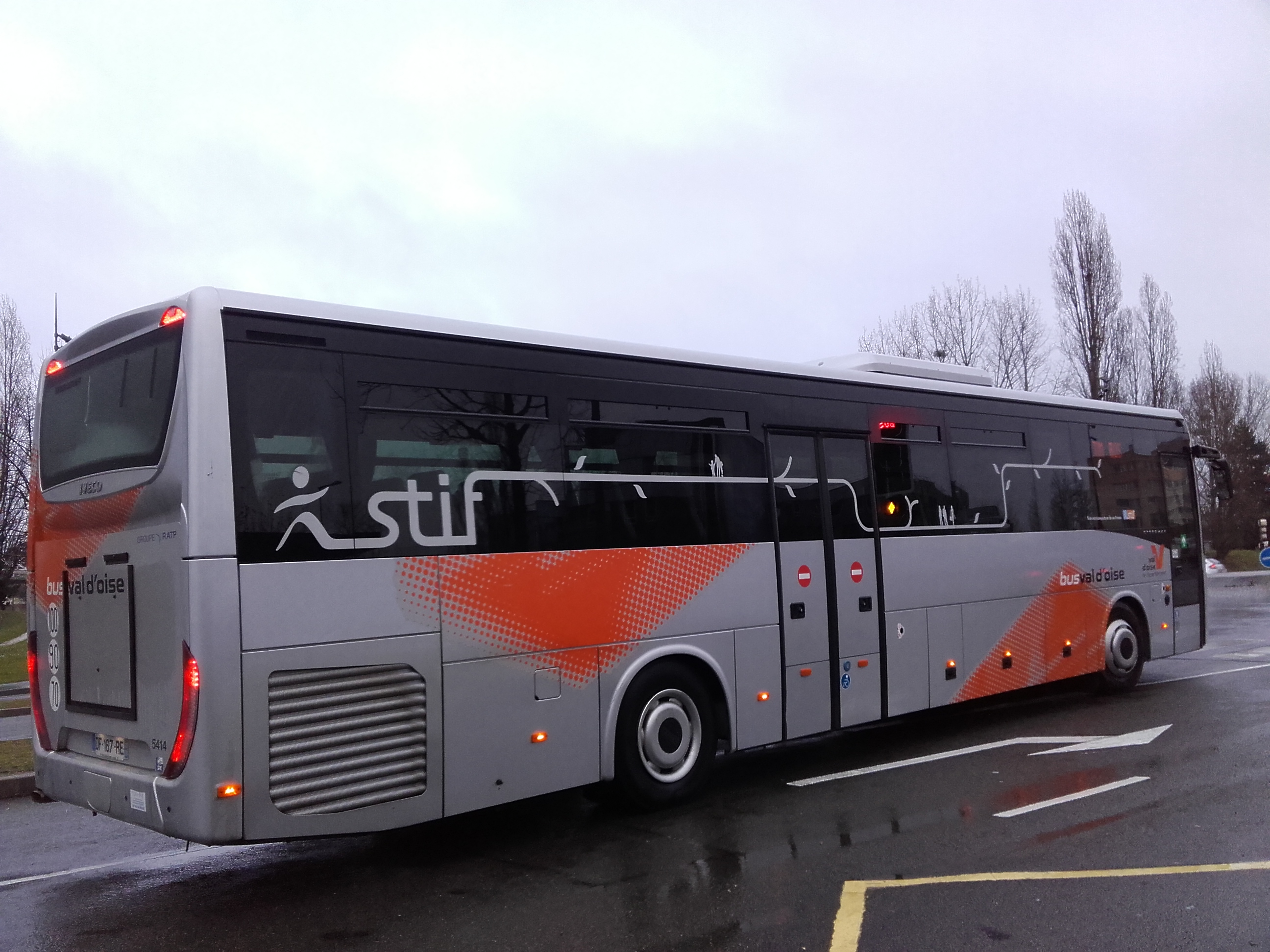
Iveco Crossway no 5014 de Tim Bus à Cergy-Préfecture.

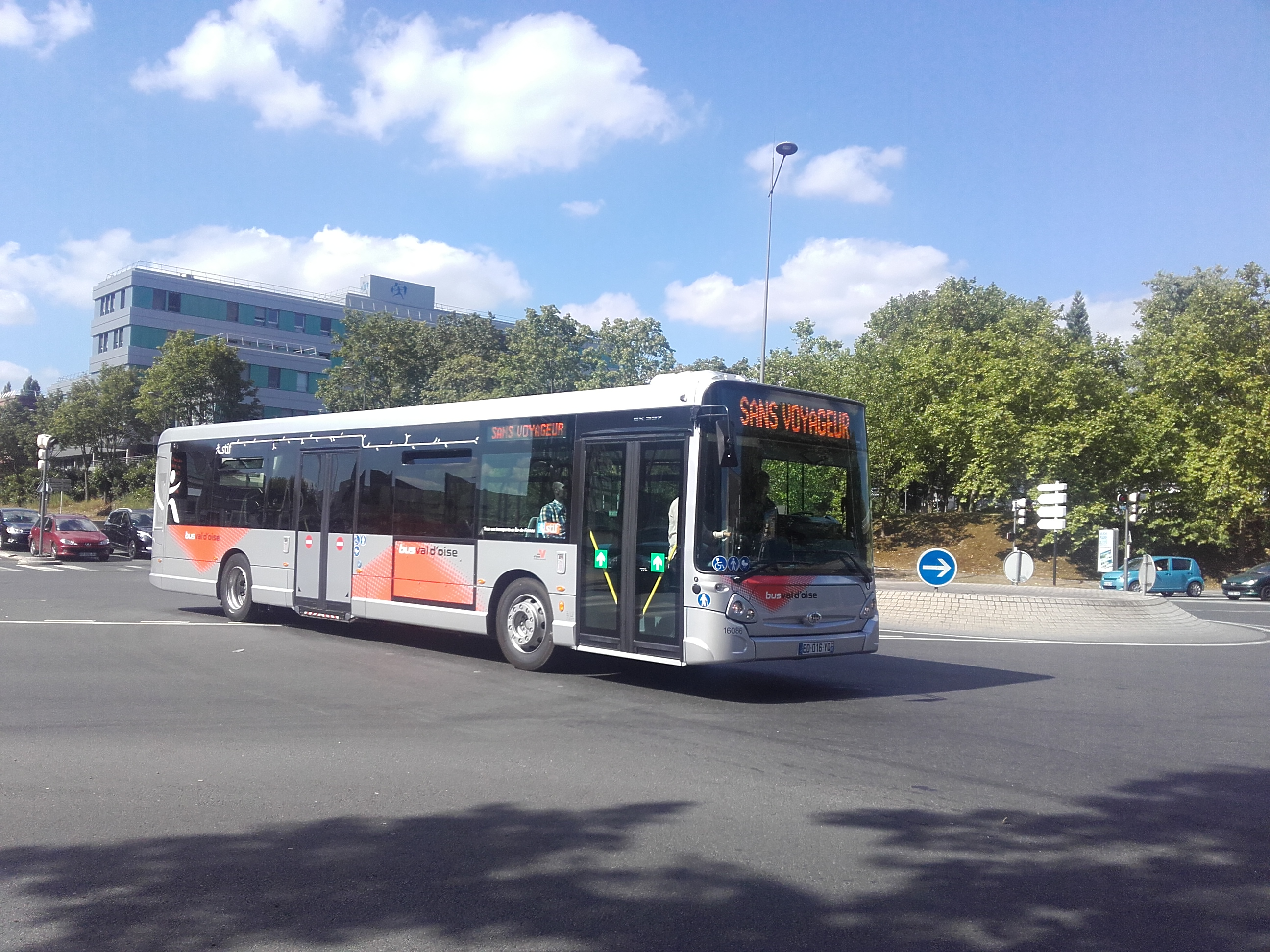
Heuliez GX 337 no 16086 de Céobus, sur la ligne 95.07 à Cergy-Préfecture.
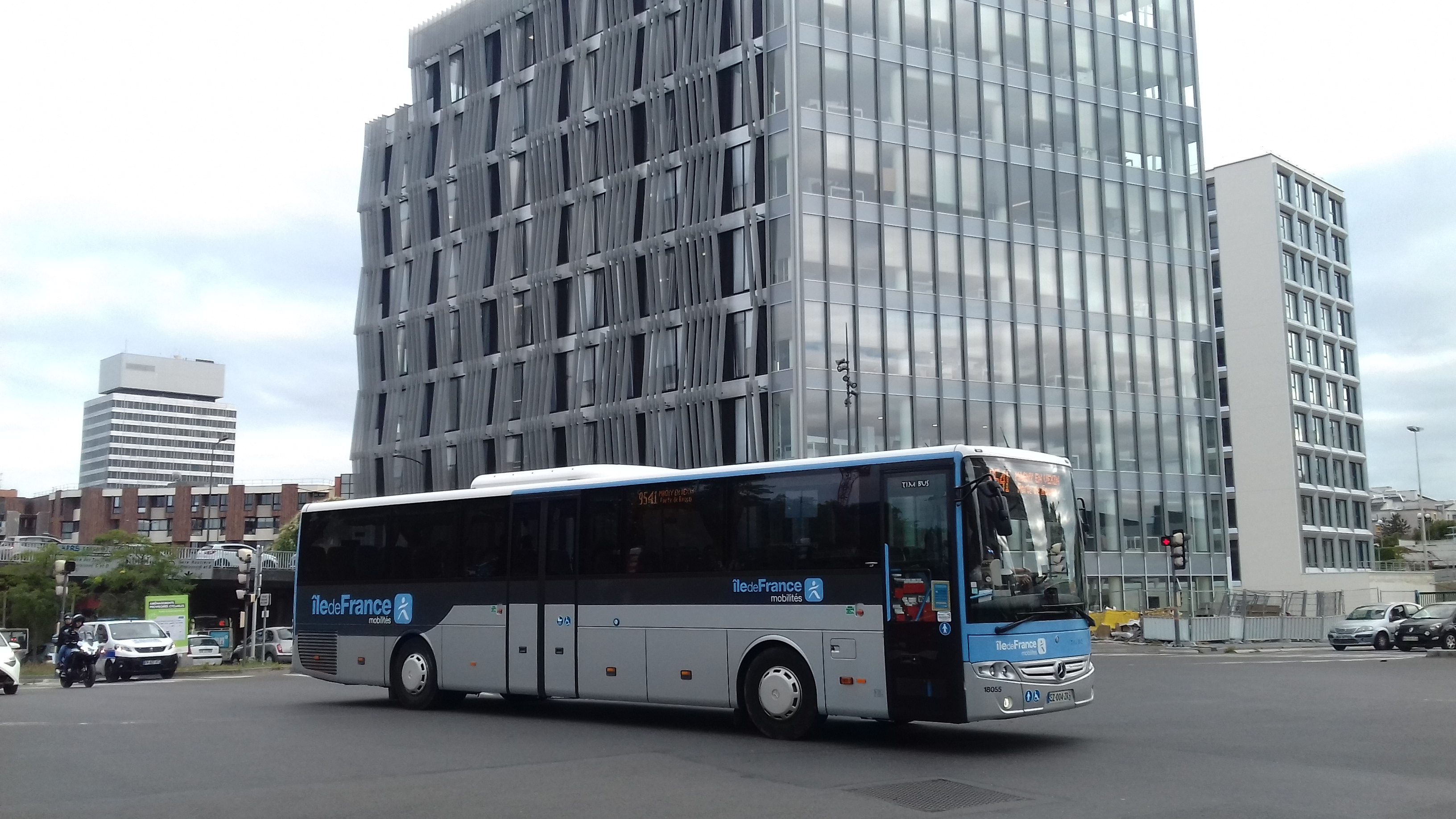
Mercedes Intouro no 18055 de Tim Bus, sur la ligne 95.41 à Cergy
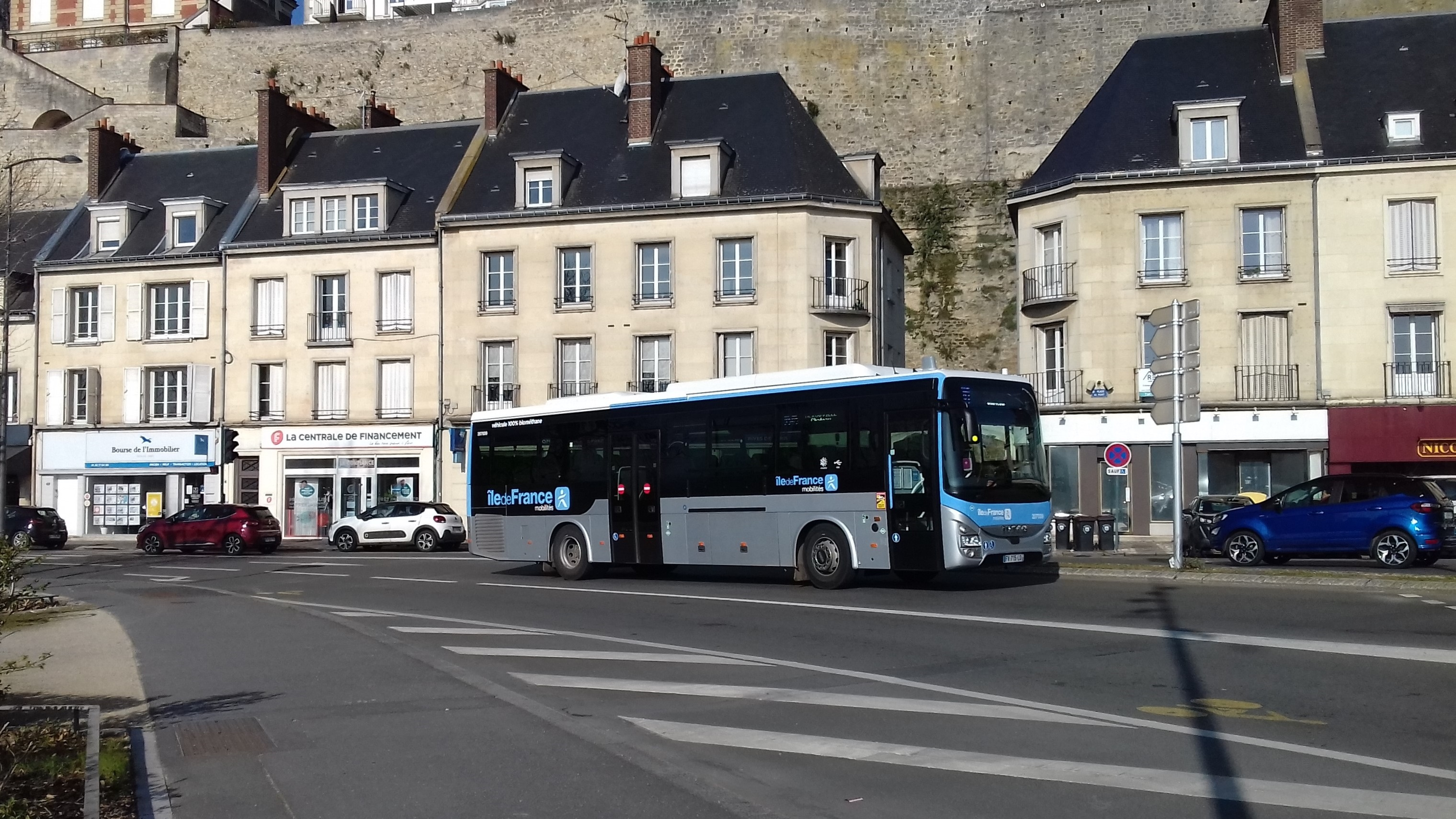
Iveco Bus Crossway Line Natural Power no 207039 de Céobus à Pontoise.

## Identité visuelle

Ancien logo du réseau